# Neuperlé
Neuperlé (Neu-Perl en allemand, Neipärel/Neipiérel en luxembourgeois) est un hameau de la commune belge de Martelange située en Région wallonne dans la province de Luxembourg.

## Géographie
Neuperlé est limitrophe de la frontière luxembourgeoise et du village de Perlé à l’est. Il y a un accès par la route nationale 4 moins d’un kilomètre à l’ouest.

## Histoire
Avant 1843, Neuperlé faisait partie, avec La Folie, de la commune luxembourgeoise de Perlé.